# Henri Cordreaux

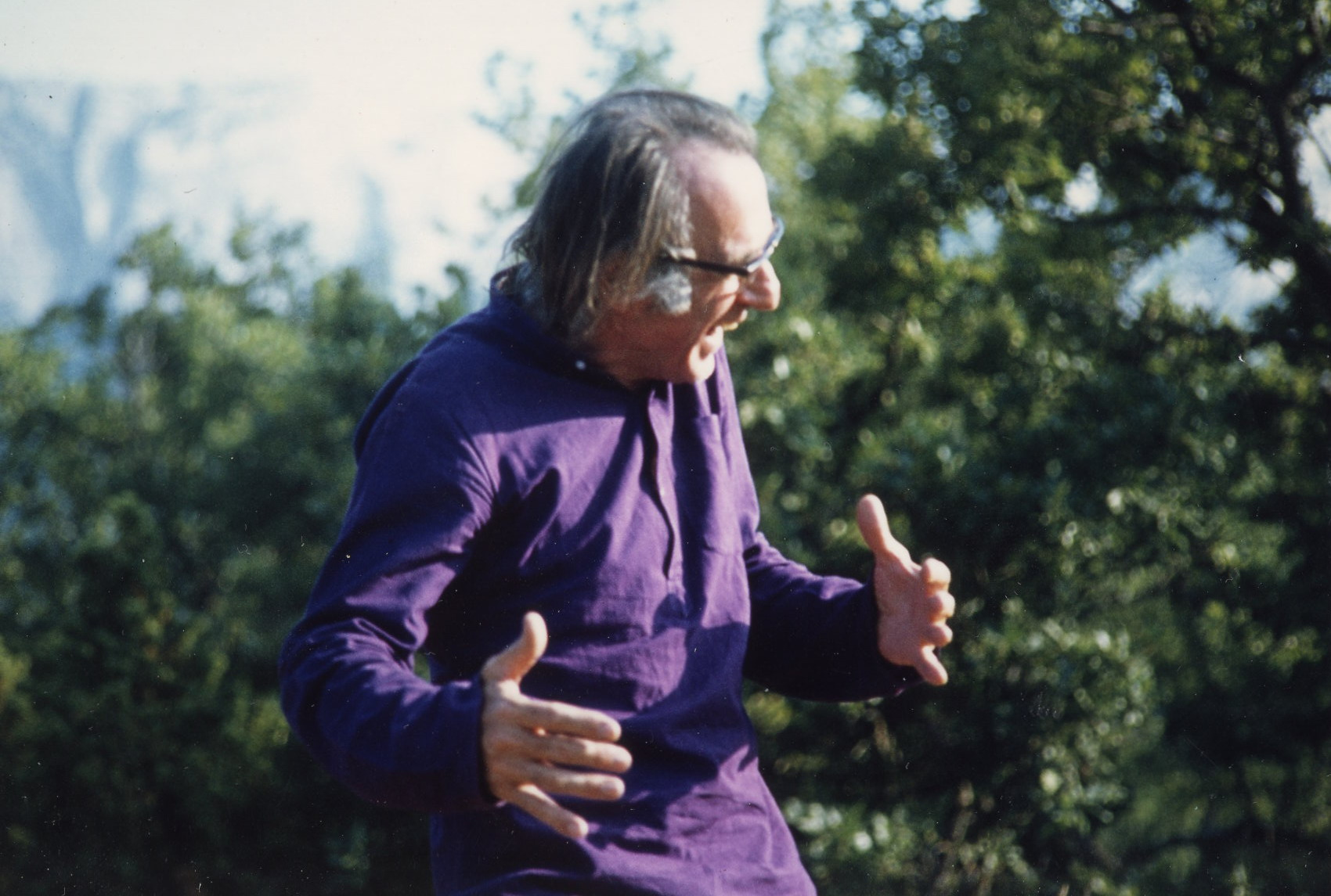

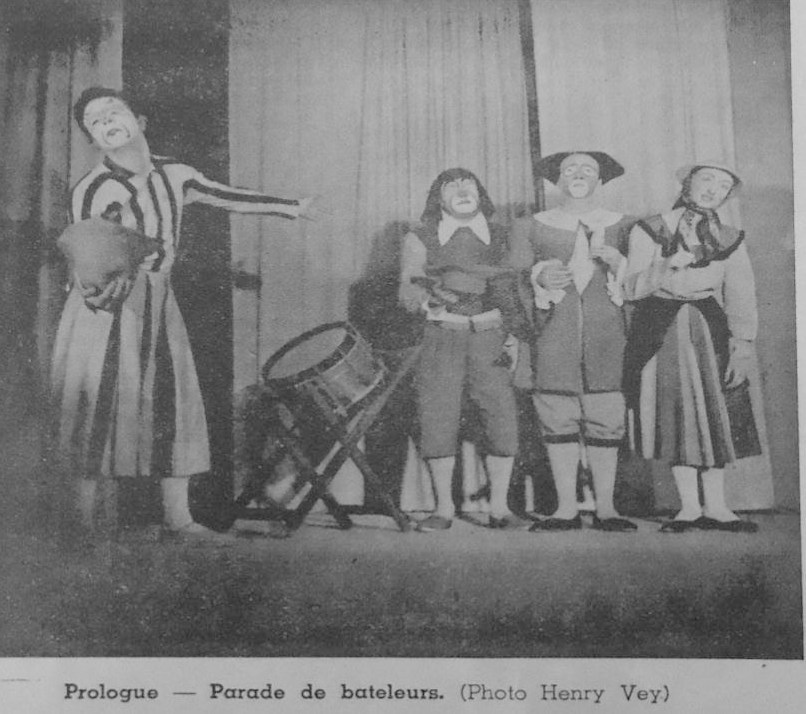

Henri Cordreaux (né le 11 novembre 1913 à Bois-Colombes et mort le 11 novembre 2003 à Paris 12e) est un homme de théâtre français.

## Biographie
Après avoir poursuivi des études de droit et de sciences politiques, sa rencontre en 1932 avec Léon Chancerel, élève de Jacques Copeau qui vient de créer la compagnie des Comédiens Routiers en 1929, l’oriente vers l’art dramatique. Comme le dit alors Léon Chancerel, « il renonce en toute connaissance de cause à tous les avantages que lui offraient ses diplômes ; pour prendre le « parti de la comédie », avec tous les risques que comporte la profession d’homme de théâtre ». Dès lors, Henri Cordreaux acquiert une formation de comédien, ainsi qu’une vocation de pédagogue qu’il nourrira toute sa vie.
Avec les Comédiens Routiers, il parcourt la France pour présenter des spectacles décentralisés, jusqu’à la déclaration de la guerre.
En 1940, il est fait prisonnier. Détenu dans plusieurs camps (stalag, oflag, camps de représailles…), il cultive ses passions de comédien et de pédagogue en organisant dans les camps des manifestations théâtrales et musicales. Sa captivité ne l’empêche pas de monter de nombreux spectacles dans les camps. Entre autres, lors de sa captivité à l’oflag VIII F, il retrouve un autre membre de la compagnie des Comédiens Routiers, Hubert Gignoux. Tous deux montent, notamment, deux spectacles de marionnettes.
A l’oflag de Whalstatt (Silésie), il rédige pendant l’hiver 1941 le fascicule « Fabrication du masque », dans le but, pour reprendre la préface de Léon Chancerel, "de faire profiter les autres artistes de ses expériences et de leur transmettre ses secrets". Dans tous ses spectacles, le masque sera pour lui un « accessoire » très important, dont l’usage remonte bien au-delà des acteurs grecs de l’Antiquité. Il l’utilisera dans la majorité de ses spectacles, et s’emploiera à initier les jeunes comédiens, notamment par les Stages de Réalisation d’Art Dramatique.
En 1947, dans un deuxième livre, « Fabrication des accessoires de théâtre », il exposera tous les aspects des accessoires nécessaires pour monter un spectacle : procédés de fabrication, rôle et style des accessoires, matériaux et outillage, travail du carton et du papier fort, utilisation des métaux, travail de la terre et du plâtre, papiétage, procédés d’utilisation du bois.
A son retour de captivité, en juin 1945, il retrouve Hubert Gignoux. Ils fondent « La compagnie de marionnettes des Champs Elysées » (1947-1949), et reprennent, au Studio des Champs-Elysées, un des deux spectacles montés lorsqu’ils étaient prisonniers.

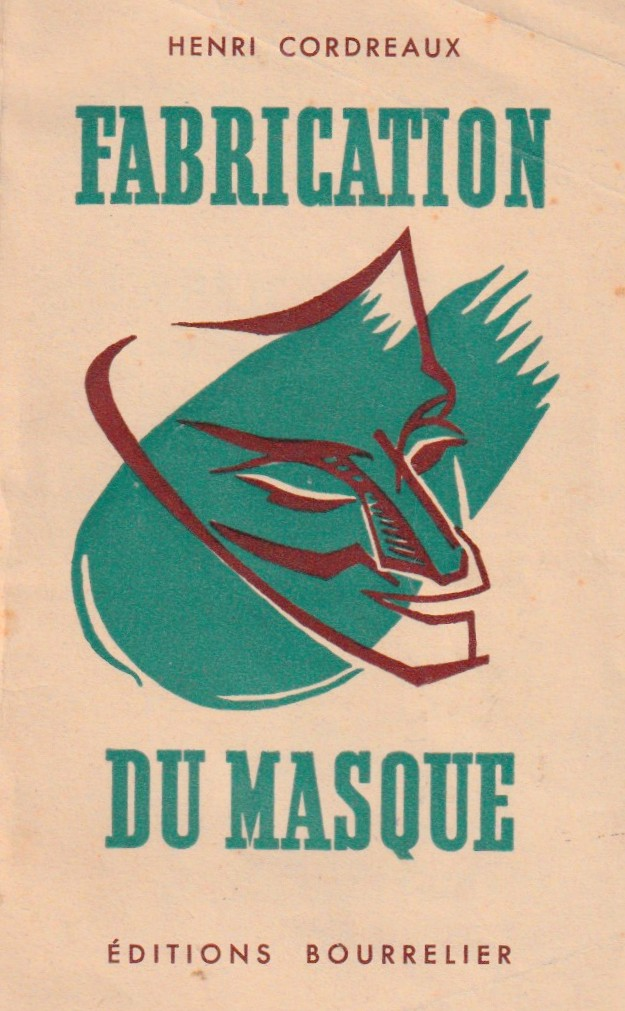

Fin 1945, il se marie avec Yvette, une comédienne qu'il a engagée quelques mois plus tôt pour faire une tournée avec Léon Chancerel. Avec elle, il va désormais se livrer sans limites à sa vocation d’artiste, jusqu'à son décès, s’employant avec passion à former de jeunes comédiens.

Son chemin va s'infléchir avec la décision du gouvernement provisoire issu de la Libération, en 1944, d’organiser la nouvelle Direction de la Culture populaire et des Mouvements de jeunesse, créée au sein du Ministère de l’Education Nationale.
C'est en Jean Guéhenno, alors Inspecteur général de l'Education National, qu'est incarnée cette décision.

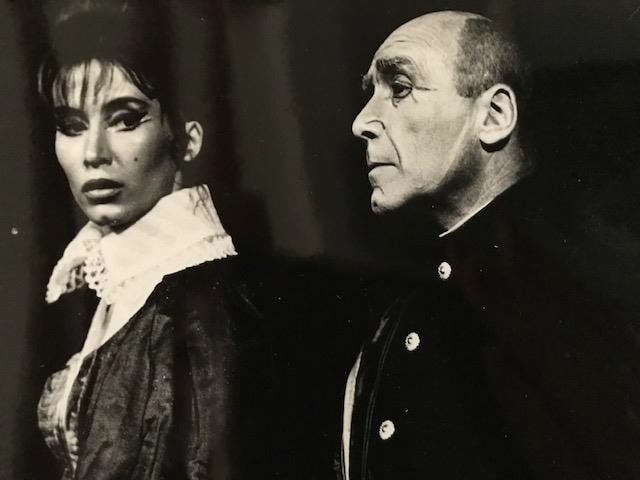

En 1951 sont créés les Centres Régionaux d’Art Dramatique (CRAD), sous l’impulsion de Léon Chancerel. Ce sont des associations « loi de 1901 » patronnées par la Direction de la Jeunesse et des Sports. Celle-ci instaure également la fonction d’instructeur. Les Instructeurs Nationaux se comptent sur les doigts d’une main pour le théâtre (il en existe aussi pour les arts plastiques, la musique, les danses traditionnelles, le cinéma).
Les Instructeurs Nationaux se voient confier un nouveau type de formation à l'Art Dramatique: les Stages de Réalisation Théâtrale. 
Créés en 1956, ces stages ont pour but d’améliorer le théâtre amateur. Leur « âge d’or » va durer une vingtaine d’années. Ils formeront de nombreux animateurs, tant amateurs que professionnels. 
On distingue deux types de stages. Les stages de premier degré, qui durent une semaine, consistent en une initiation générale au jeu théâtral. Les stages du niveau le plus élevé, appelés Stages de Réalisation Théâtrale, se déroulent sur quatre semaines et voient les participants présenter à la fin du stage un spectacle, joué la plupart du temps en plein air et devant la population locale, à un niveau professionnel.

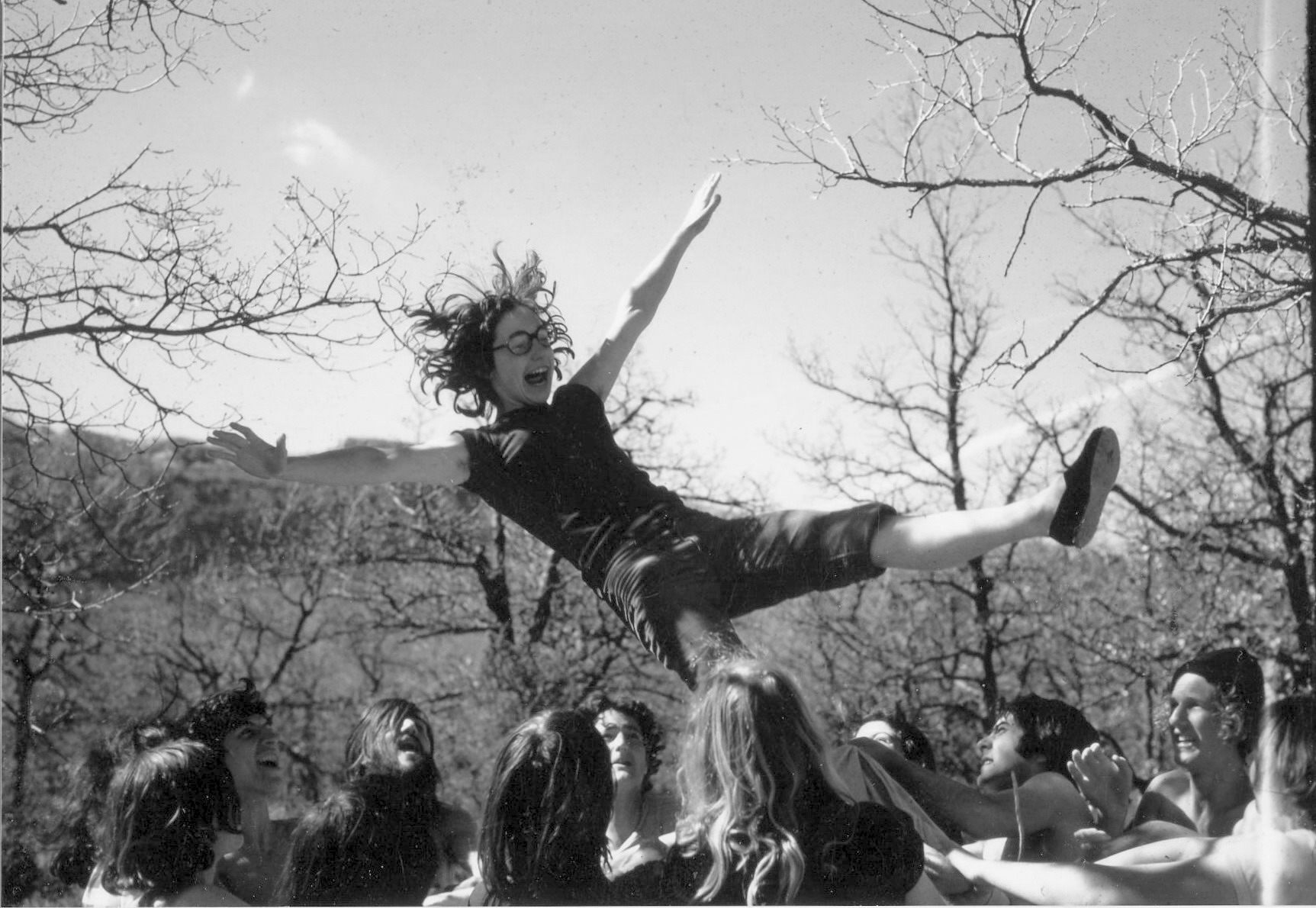

La formation des comédiens associe trois volets : le matin, un moment de formation personnelle (gymnastique, chant, expression corporelle, improvisation), suivi de l’après-midi entièrement consacré aux répétitions qui vont conduire à la représentation théâtrale finale, et la soirée pour la culture générale (lectures de textes, de pièces, de contes…)

Il y a donc conjugaison d'une formation visant à donner aux comédiens un haut niveau , de la volonté de leur faire acquérir la maîtrise des différentes disciplines indispensables au jeu théâtral, de la concrétisation de l'enseignement en un spectacle vivant donné en public, et de la décentralisation.

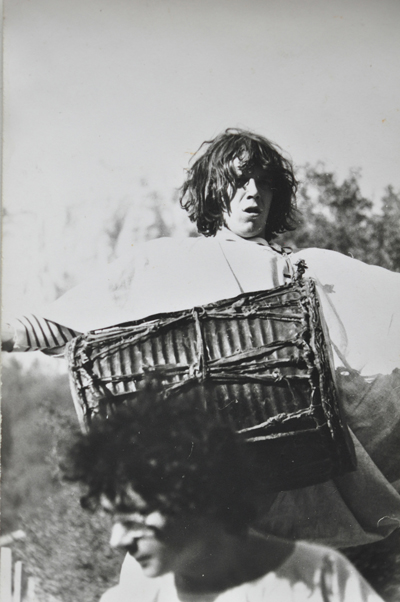

C'est dans ce cadre très novateur que Henri Cordreaux est nommé instructeur national spécialisé en art dramatique auprès de la Direction de la Jeunesse et des Sports. Désormais, il restera toujours fidèle à l’esprit qui présida à la création du corps des instructeurs de l’éducation populaire, menant simultanément une activité de création et une activité pédagogique en direction des comédiens amateurs.
Installé en 1951 à Alger, il y fonde en 1952 l’Équipe Théâtrale d’Alger, une compagnie de théâtre itinérante avec laquelle il reprend son travail pédagogique d’instructeur national d’art dramatique.
L’Équipe Théâtrale d’Alger, structure légère et rustique, parcourt l’Algérie jusque dans les moindres villes. Une tournée, c'est de quatre à cinq personnes qui parcourt les routes de Kabylie, les Hauts Plateaux ou les Aurès. Il n'y a pas d'une part les comédiens et d'autre part une équipe technique: tout le monde fait tout. L'Equipe écume toute l'Algérie, des grandes villes aux toutes petites.. Le rythme des tournées et des répétitions est souvent démentiel. Les conditions matérielles des représentations et d'hébergement sont souvent très rustiques, voire rudes.
Cependant de 1954 à 1962, la guerre s’intensifiant, L'Equipe Théâtrale d'Alger voit peu à peu son rayon d’action se restreindre aux seules grandes villes d'Algérie.
Autour d'un noyau constitué d'Henri et Yvette Cordreaux, et de Jean Rodien, participeront, parmi d'autres, au travail de l’Équipe Théâtrale : André Acquart, Jean-Pierre Ronfard, Philippe Dauchez.
"Au sein de l'Equipe Théâtrale, le travail était d'autant plus riche qu'il y avait d'un côté des groupes d'amateurs formés en stages, et d'un autre une équipe plus légère de comédiens professionnels. La prééminence de l'improvisation dans le travail des acteurs faisait que leur art s'apparentait à un théâtre forain, proche de la commedia dell'arte. Les exercices d'improvisation jouaient un rôle fondamental, à la source et dans la réalisation."
Les journaux et revues algériens évoquent de façon élogieuse ses spectacles, notamment « Les Oiseaux » d’Aristophane (le dispositif scénique qu’il a conçu fait jouer les acteurs dans un arbre), « La rose d’Alhambra", « Parade de bateleurs », "L’enfant éléphant" de Rudyard Kipling , "Chant d’amour et de mort », « Les animaux malades de la peste », « L’âne et la jeune fille », « Le pauvre Cagarol », « Le tambour " (un Nô japonais) », « Les amours de Don Perlimplin » de Federico Garcia Lorca, « La tempête » de Shakespeare, « Le charançon » de Plaute, « Bilora » de Ruzzant, « La cantatrice chauve » de Ionesco, « Un soir chez Rabelais », "Le sicilien de Molière », « Prométhée enchaîné »…
À partir de 1959, Henri Cordreaux s’engage de façon décisive pour définir l’avenir théâtral en Algérie. Le 21 juillet, il présente son projet de création d’un organisme culturel et artistique. Soulignant l’indigence du paysage culturel algérien, il propose la fondation d’une Ecole d’Art Dramatique, la mise en place d’une organisation véritable de l’éducation populaire, la systématisation de stages, la création de Centres Culturels, le recrutement d’instructeurs formés.
Malgré des obstacles importants, Henri Cordreaux obtiendra gain de cause, avec l’ouverture en 1961 du Centre Dramatique et Culturel d’Algérie.
Le dramaturge algérien Abderrahmane Abdelkader, dit Kaki, dira de lui : « il est selon moi le seul homme compétent en ce qui concerne le théâtre algérien ; je n’en connais pas d’autre qui soit autant admiré, respecté et aimé de tous ».
Revenu en France métropolitaine en 1962, Henri Cordreaux poursuit son double travail de création et d’enseignement auprès des comédiens amateurs. Malgré l'éloignement, ses liens avec l’Algérie restent forts. A la demande du Théâtre National d’Alger, il contribue après l’indépendance de l’Algérie à la formation de jeunes comédiens pour l’Institut National d’Art Dramatique et Chorégraphique (INADC).
Il est désormais Conseiller Technico-Pédagogique (CTP) en Art Dramatique au Ministère de la Jeunesse et des Sports. Le corps des CTP a été créé juste après la seconde guerre mondiale, grâce à son initiative et à celle d’Hubert Gignoux. Les CTP ont pour vocation de former de nouveaux jeunes comédiens, en s’appuyant sur les "Stages de Réalisation Théâtrale" évoqués plus haut.

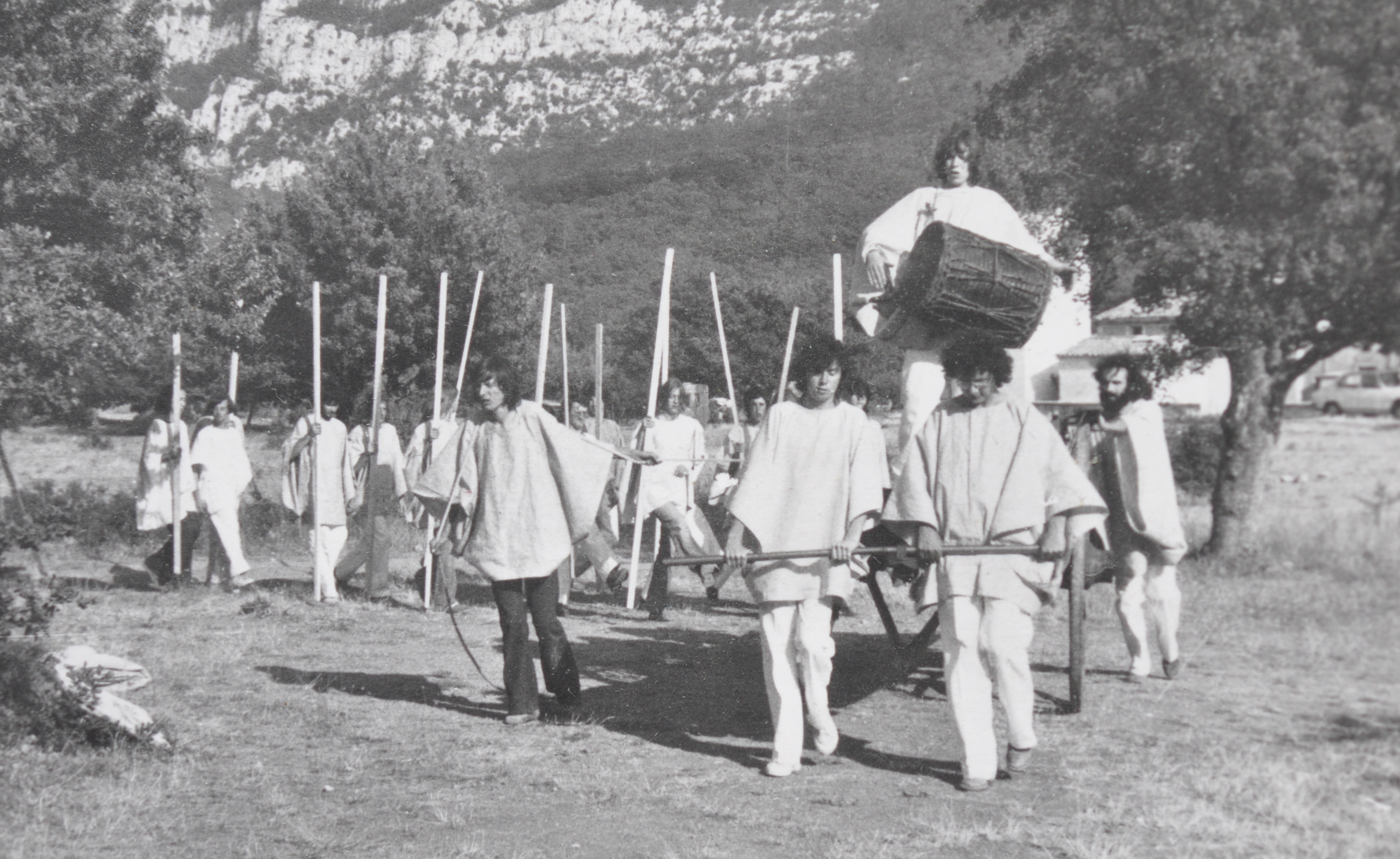

En 1967, dans un compte-rendu des journées d’Avignon tenues les 26 et 27 juillet, il fait part de sa déception. 
"La Jeunesse et les Sports" peut continuer d'exister, cela ne fait aucun doute. Mais notre rôle, du moins tel que nous l'avons défini au départ, ne correspond plus à rien dorénavant. La place est ouverte à une nouvelle catégorie d'instructeurs avec laquelle nous n'avons rien de commun, qui ne nous est pas inférieure, que je respecte infiniment, mais est totalement différente, instructeurs de jeunesse, polyvalents, non techniciens, non spécialistes, non créateurs… Tout cela bouillonne dans ma tête et évoque d'interminables combats maintenant perdus. Ce n'est pas gai. Depuis de nombreuses années je ne pense qu'à ce gigantesque échec qu'a connu notre action".

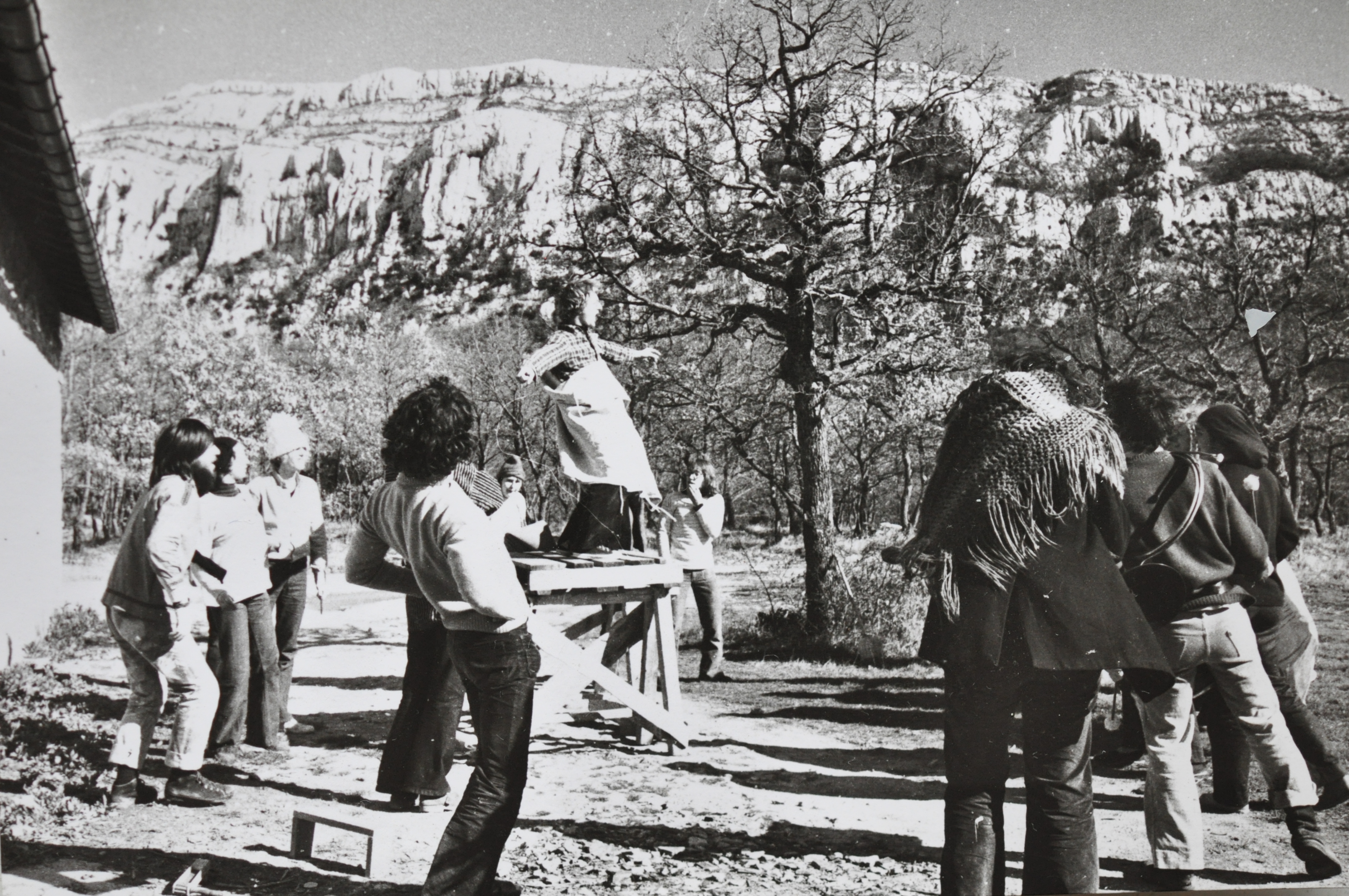

Mais cette déception ne l'arrête pas. En 1968, il s’associe avec Philippe Maillard, un dominicain de l'Ordre des Prêcheurs qui vient de prendre la tête du Centre International de la Sainte-Baume, pour que les Stages de Réalisation se tiennent désormais en ce lieu. Il assure la formation en Art Dramatique, avec l’appui de Wes Howard pour la danse et de Lucette Chesneau pour les Arts Plastiques.
Henri Cordreaux prend sa retraite en 1975. Il continue à jouer des spectacles avec son épouse Yvette, ainsi qu’avec l’ensemble de musique médiévale « La Camerata de Paris », dirigée par Elena Polanska.
Son décès survient le 11 novembre 2003 à l’âge de 90 ans.

## Auteur
- 1946 : L’Enfant et la foule de José Van den Esch et Henri Cordreaux, mise en scène Hubert Gignoux, Studio des Champs-Elysées
- Henri Cordreaux - Fabrication du masque, préface de Léon Chancerel, Éditions Bourrelier, Paris, 1943.
- Henri Cordreaux - Fabrication des accessoires de théâtre, avec des dessins de Georges Cordreaux, Éditions Bourrelier, Paris, 1947.
- Henri Cordreaux, « Théâtres et publics algériens », Revue Théâtrale, n°311955, p.46-47
- Entretien avec Henri Cordreaux, Cassandre n°63, automne 2005
- Henri Cordreaux, « Vers un théâtre en liberté", p.23-16, Association des anciens stagiaires d’éducation populaire, Bulletin de l’Association N° 4,1959
- Henri Cordreaux, « Vers un théâtre entièrement populaire et algérien », Alger-revue, février 1957
- Henri Cordreaux, « L’Algérie au Théâtre des Nations », Révolution Africaine, n+11, 13 avril 1963
- Bernard Cordreaux, témoignage lors des obsèques d'Yvette Cordreaux

## Comédien
- 1938 : Les Fourberies de Scapin de Molière, mise en scène Léon Chancerel, Comédiens Routiers